# Велика Магелланова Хмара
Велика Магелланова Хмара — карликова галактика типу Irri, розташована на відстані близько 50 кілопарсек від нашої Галактики. Разом з Малою Магеллановою хмарою є найближчими до нас галактиками. Їх можна спостерігати неозброєним оком на небосхилі південної півкулі Землі. За класифікацією Габбла вони належать до неправильних (іррегулярних) галактик. Велика Магелланова Хмара розташована на відстані приблизно 160 тис. світлових років від нас і за діаметром приблизно в 20 разів менша нашої галактики. Вона є четвертою за масою галактикою у Місцевій групі (після галактики Андромеди, Чумацького Шляху, галактики Трикутника). Вперше описана Антоніо Пігафеттом, який спостерігав ці галактики 1519 року у навколосвітній подорожі Фернандо Магеллана й запропонував назвати їх на честь мореплавця.

## Короткий опис
Велика Магелланова Хмара займає ділянку у південній півкулі неба в сузір'ях Золотої Риби й Столової Гори (з території України цю галактику ніколи не видно). Діаметр Великої Магелланової Хмари приблизно в 10 разів менший за діаметр Чумацького Шляху і містить вона приблизно 30 мільярдів зір, у той час як Мала Магелланова Хмара містить лише 1,5 мільярда зір. Маса ВМХ приблизно в 300 разів менше від маси нашої галактики. ВМХ є четвертою за масою галактикою в Місцевій Групі (після Туманності Андромеди, Чумацького Шляху й галактики Трикутника.
2013 року міжнародною групою астрономів було виміряно найточнішу відстань до ВМХ. Вона становить 163 тисячі світлових років або 49,97 (± 0,19 (статистична похибка) ± 1,11 (систематична похибка)) кілопарсек[джерело?]. Спостереження проводилися за затемнено-подвійними зорями в галактиці упродовж майже десяти років. Такі зорі обертаються дуже близько одна від одної навколо спільного центру мас, періодично затемнюючи одна одну. При цьому їх загальний блиск падає. Так, відстежуючи пульсації блиску цих зір, можна визначити їх маси, розміри й відстань до них. ВМХ світить у 10 разів слабше, ніж Чумацький Шлях, однак є найяскравішим серед двох десятків його галактик-супутників. За рахунок своєї гравітації ВМХ перетягує до себе багато зір із Малої Магелланової Хмари (ММХ). У галактиці є кілька тисяч помаранчевих і червоних гігантів, старіючих зір, які більші, холодніші та якравіші ніж Сонце. Близько 5% цих зір мають особливі швидкісні характеристики: вони обертаються під кутом 54 градуса до площини ВМХ, а також в інший бік у порівнянні з основною масою зір. Відрізняється й хімічний склад цих зір: за металічністю вони відповідають ММХ.[джерело?] Це вказує на те, що ці зорі утворилися в Малій магеллановій Хмарі й були перетягнуті з неї до Великої.

## Об'єкти
1987 року у Великій Магеллановій Хмарі спалахнула наднова SN 1987A. Це найближча до нас наднова з часів SN 1604. У ВМХ знаходиться відомий осередок активного зореутворення протяжністю в 700 світлових років — туманність Тарантул.
Найпотужніша й дуже яскрава зоря ВМХ — R136a1, розташована в компактному зоряному скупченні R136. Це блакитний гіпергігант, що має масу близько 265 мас Сонця. Температура поверхні зорі становить понад 40 000 Кельвінів, вона в 8,7 мільйона разів яскравіша за Сонце. Подібні надважкі зорі виключно рідкісні й утворюються тільки в дуже щільних зоряних скупченнях.
Найбільша зоря галактики — WOH G64 — є також однією з найбільших, відомих науці. Її радіус становить приблизно 1540 радіусів Сонця. Якщо WOH G64 помістити в центрі Сонячної системи, то поверхня досягне орбіти Сатурна. Зоря оточена щільним тором з пилу і газу. Одна з унікальних зір Великої Магелланової Хмари — S Золотої Риби — є прототипом окремого класу зір — змінних типу S Золотої Риби. Це гіпергігант, досить рідкісний, що має величезну масу й світність, нетривалий термін життя. Випромінюваний ним світловий потік перевершує сонячний в 500 тис. разів.

## Галерея

ВМХ, видима в інфрачервоному діапазоні.
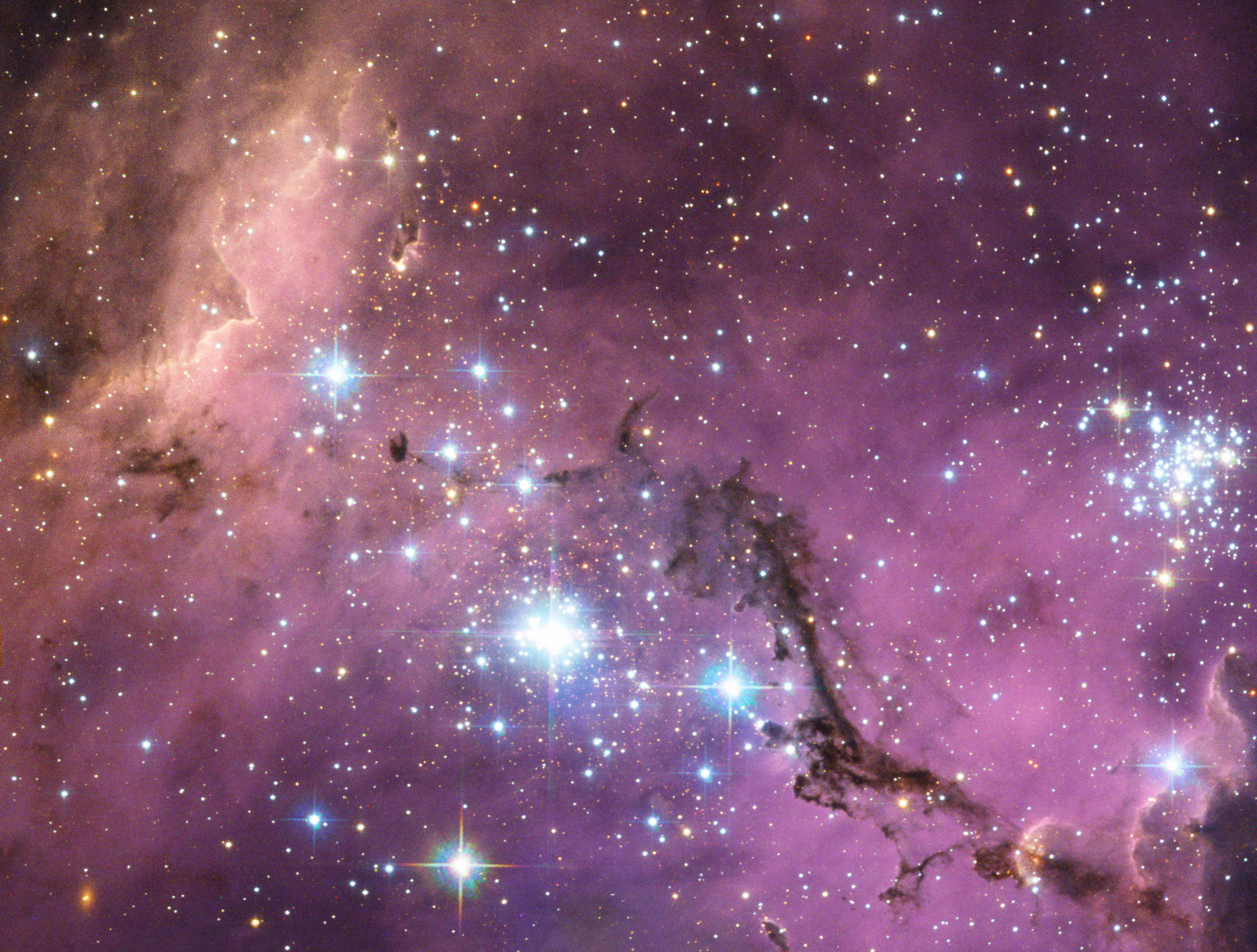
Регіон зіркоутворення LHA 120-N11.
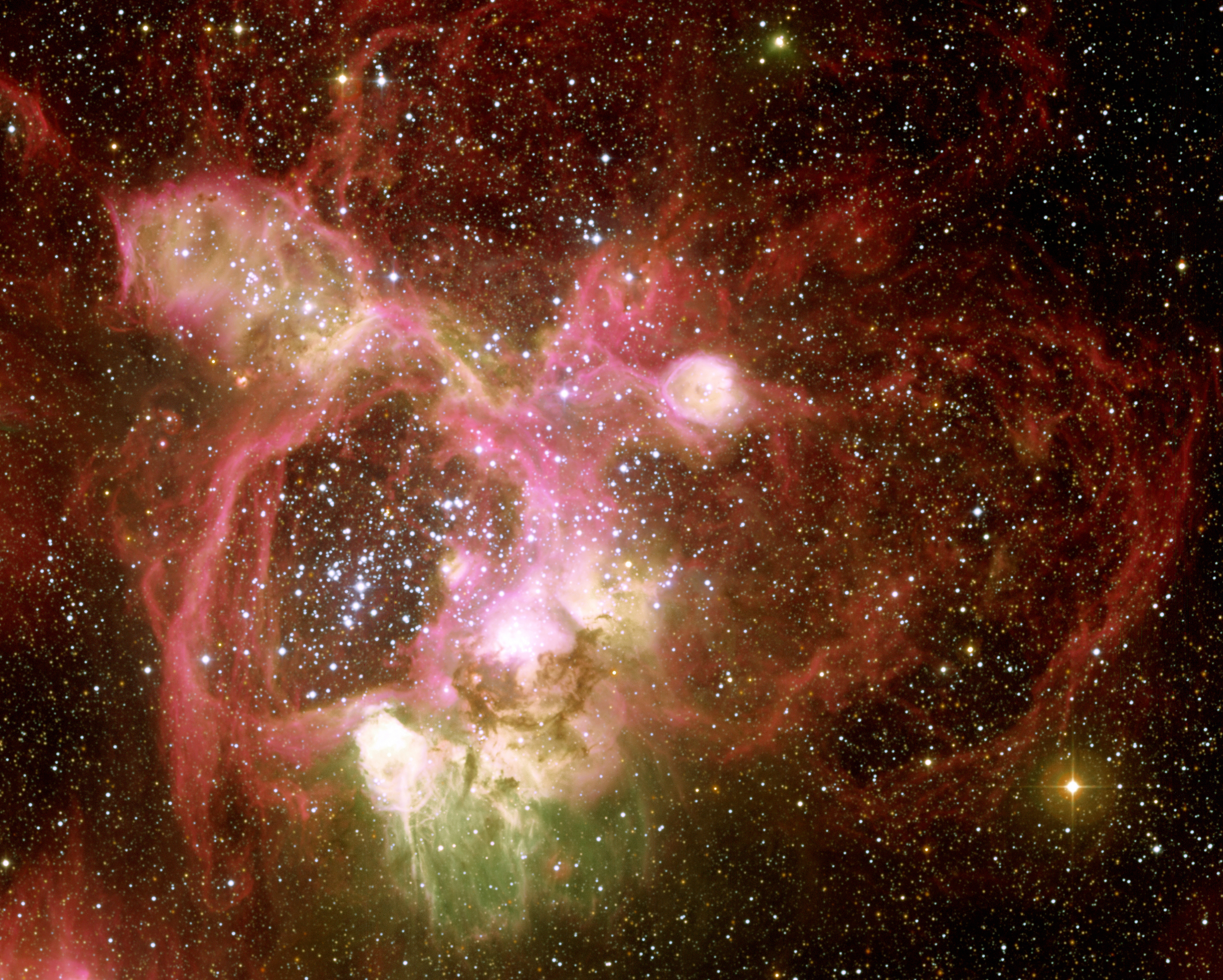
Туманність N44.
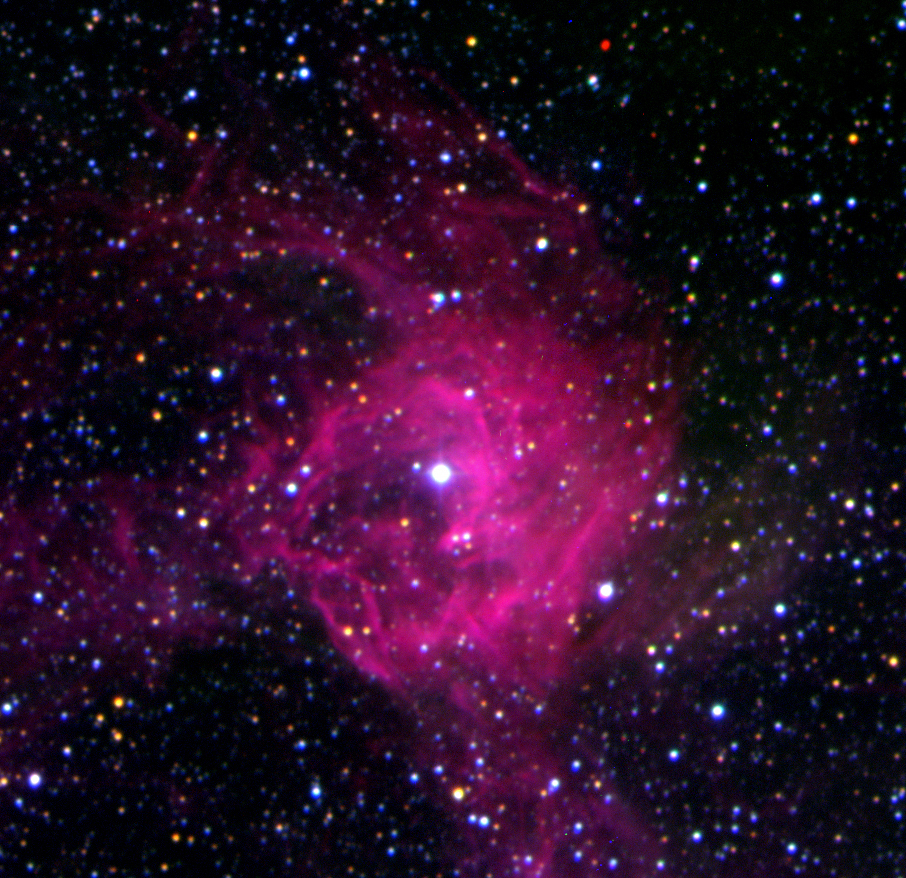
Залишок наднової SNR 0543-689.
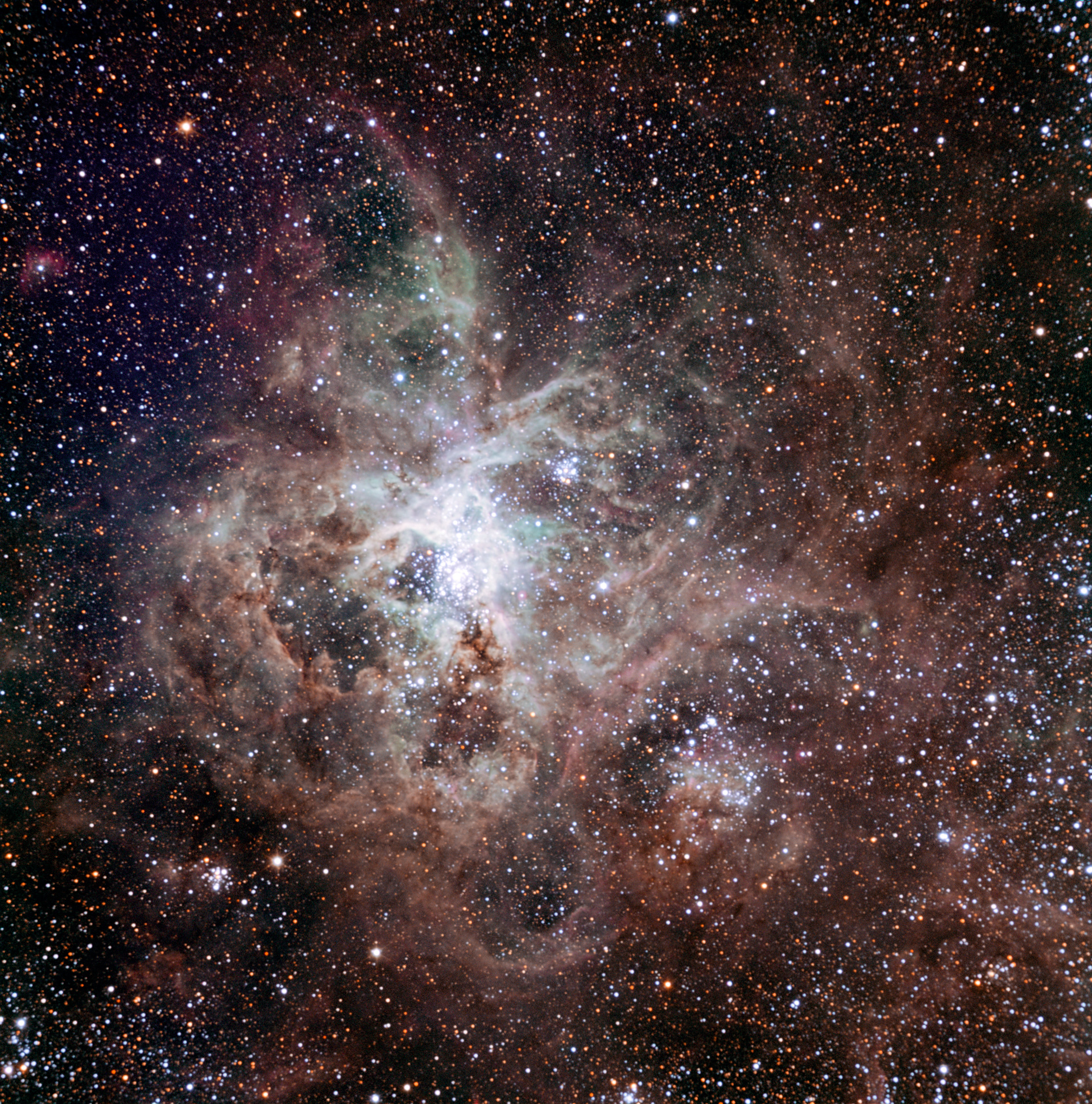
Туманність Тарантул.
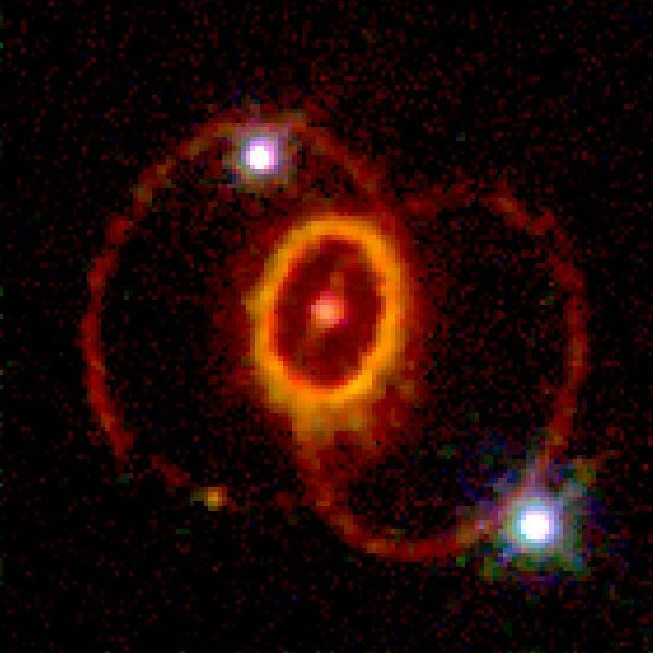
Наднова SN 1987A.
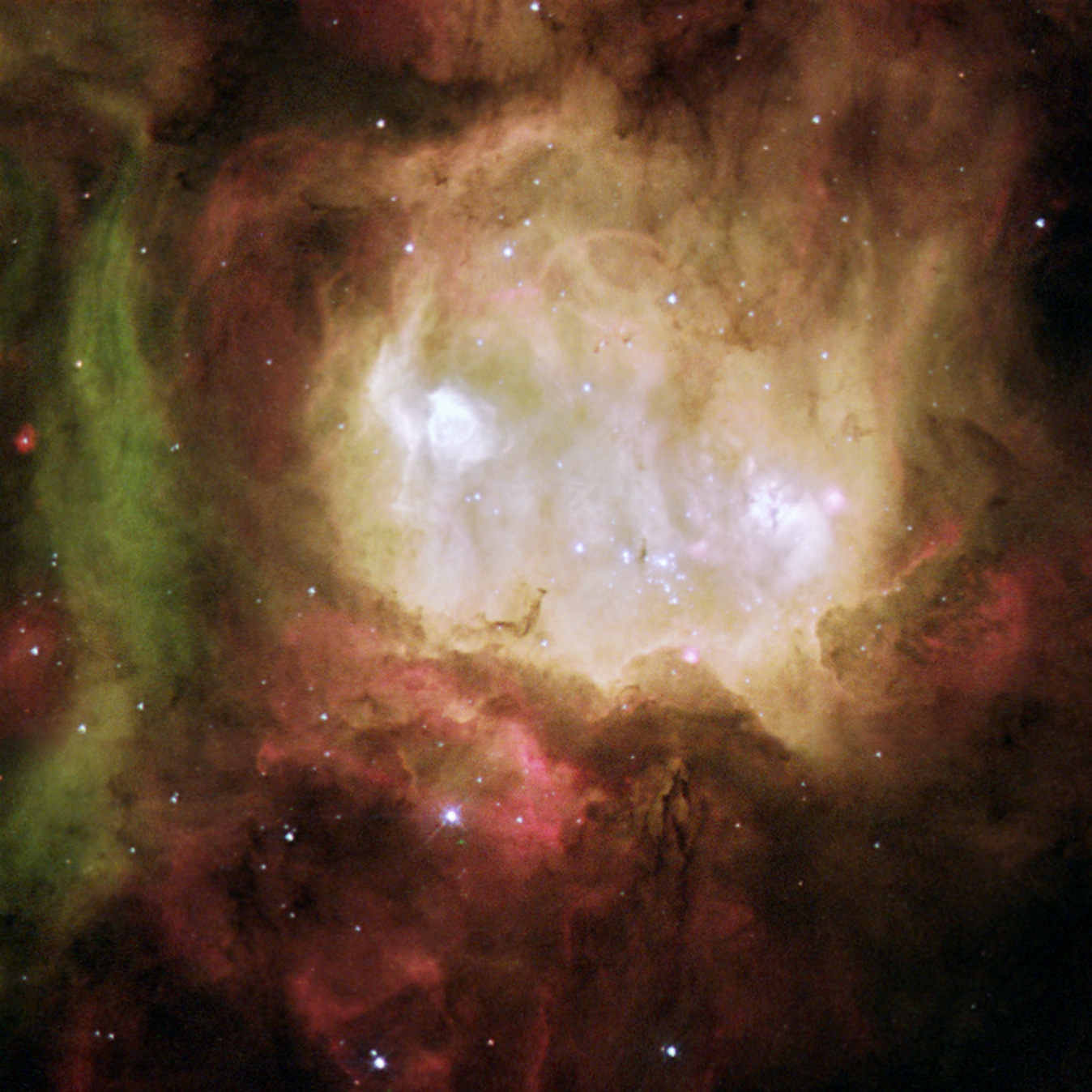
Туманність NGC 2080.